# انجمن هنری خروس جنگی

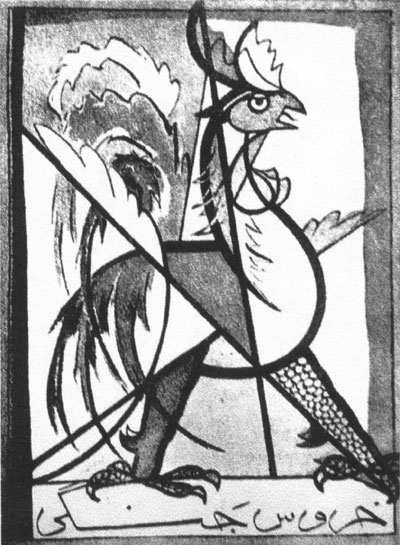
آرم انجمن هنری خروس جنگی

انجمن هنری خروس جنگی انجمنی هنری در ایران بود که در سال ۱۳۲۸ توسط جلیل ضیاءپور با کمک همفکرانش بنیان‌گذاری شد. این انجمن، مجمعی پیشرو در زمینه طرح عرصه‌های هنر نو خاصه ادبیات، تئاتر، موسیقی و نقاشی بود و نیز چاپ مجله‌ای با همین نام اقدام کرد. محل انجمن آتلیه ضیاءپور در خیابان تخت جمشید بود. وی هدف انجمن خروس جنگی را «مبارزه در برابر کهنه پرستی و سنت گرایی به دور از واقعیات زمانه» بیان کرده و شعری از فرخی سیستانی را به عنوان شعار انجمن بر می‌گزیند:
| فسانه گشت و کهن شد حدیث اسکندر |  | سخن نو آر که نو را حلاوتی است دگر |

این نخستین انجمن سورئالیست‌های ایران بود.

## بنیان‌گذاری
ضیاءپور، پس از پایان تحصیلاتش و اولین بازگشت به ایران - سال ۱۳۲۸ - با چند تن از همفکران نوگرایش انجمن هنری خروس جنگی را بنیاد نهاد که مجمعی پیشرو در زمینه طرح عرصه‌های هنر نو، بوده‌است. از سال ۱۳۲۷ که بحث در زمینه نقاشی مدرن اوج گرفت، انجمن و مجله خروس جنگی مرکز مبادلات فرهنگی - هنری و نخستین پایگاه ترویج و معرفی نوگرایی در هنر ایران، بود. ضیاءپور، در این انجمن ضمن برگزاری جلسات هفتگی پیرامون معرفی نقاشی مدرن و موقعیت نقاشی ایرانی، به ایراد دوازده کنفرانس درباره نقاشی مدرن پرداخت و تعدادی مقالهٔ کوبنده و آگاه ساز در برابر نقاشان کلاسیک و مبلغان غربی که به همراه هم در برابر نقاشی نو در یک جهت حرکت می‌کردند انتشار داد. این انجمن به زودی در میان هنردوستان اعتبار کسب کرد و به صورت مرکز تجمع هنرمندان نوگرای آن روز ایران درآمد. بدین ترتیب انجمن هنری خروس جنگی موج جدیدی را در راه هنر آغاز کرد. سخنرانی‌های پرشور ضیاءپور و ارائهٔ آثار نقاشان نوگرا در کاشانهٔ آپادانا، مراکز فرهنگی سفارتخانه‌های روس، انگلیس و فرانسه به جدلی ده ساله میان سنت گرایان و نوگرایان دامن زد، اما پس از کودتای مرداد ۱۳۳۲ و هماهنگ با برنامه‌های بعدی نوسازی، دولت به حمایت از نقاشان نوگرا پرداخت و بدین ترتیب مخالفت خوانی‌ها به ظاهر پایان گرفت.

## اعضاء
اعضاء انجمن را در دو دوره می‌توان بررسی نمود:
- سال ۱۳۲۸- گروه نخست: آقایان «غلامحسین غریب» در زمینهٔ ادبیات، «حسن شیروانی» در زمینهٔ تئاتر، «مرتضی حنّانه» در زمینهٔ موسیقی و «جلیل ضیاءپور» در زمینهٔ نقاشی. در همان ابتدا، حنانه به سبب اختلاف سلیقه کناره گرفت ولی بعدها مقالاتی محققانه دربارهٔ موسیقی غربی نوشت.[۷]
- سال ۱۳۳۰- گروه دوم: هوشنگ ایرانی (شاعر) به انجمن راه می‌یابد و ضیاءپور از انجمن دوری می‌گزیند. وی می‌گوید: «با ورود هوشنگ ایرانی به انجمن، تندروی‌های موهن او باعث شد که خود را از جمع دوستان کنار بکشم.»[۸] بنابراین انجمن از «غلامحسین غریب»، «حسن شیروانی» و «هوشنگ ایرانی» تشکیل شده بود.

همچنین از اعضاء میهمان که با انجمن همکاری می‌کردند می‌توان از نیما یوشیج، بهمن محصص، سهراب سپهری، منوچهر شیبانی، مصطفی کمال پورتراب، کاظم تینا تهرانی و بسیاری دیگر از روشنفکران و هنرمندان نوجوی آن دهه نام برد، که در دفتر این انجمن گرد هم جمع می‌شدند و به بحث و جدل و گفتگو می‌پرداختند. لازم است ذکر شود، نیما یوشیج به نشانهٔ همکاری با انجمن و مجلهٔ خروس جنگی از شعر «شهر صبح» شروع کرد که در شمارهٔ اول آن مجله چاپ شد.

## اهداف
انجمن چند هدف را دنبال می‌کرد:
۱. روشنگری و آشنایی مردم و هنرمندان به درست اندیشی در هنر.
۲. روشنگری اذهان نسبت به هنر نو.
۳. مبارزه در برابر کهنه پرستی و سنت گرایی به دور از واقعیات زمانه.
ضیاءپور در این خصوص می‌گوید: «من خواستم هویت ملی مان را با الهام گیری از مواریث خود، به دنیای نو وارد کنیم بی آنکه مقلد باشیم یا این که بگذاریم مقلد باشند، و این حرکت از روی هدف و بنیادین بود نه یک جنگ سلیقه‌ای.»

## شعار
شعار انجمن، شعری از «فرخی سیستانی» بود:
| فسانه گشت و کهن شد حدیث اسکندر |  | سخن نو آر که نو را حلاوتی است دگر |

ضیاءپور می‌گوید: «ما بر مبنای شعار خود، هیچ عقب گرایی و واپس گرایی را بی پاسخ نمی‌گذاشتیم و تا جایی که آگاهیهای ما اجازه می‌داد، عوامل بازدارندگی و سودجویی را به طور قاطع بر کنار می‌زدیم و افشاگری می‌کردیم.»

## آرم و نامگذاری
آرم انجمن که نقش روی جلد مجلهٔ خروس جنگی است، توسط جلیل ضیاءپور و
نام خروس جنگی، به پیشنهاد غلامحسین غریب انتخاب شده بود. علت انتخاب چنین نامی این است که خروس از نظر ظاهر اندام موجودی قرص و مهاجم، و از نظر رنگ آمیزی جلوه گر، از نظر هویت (در ادبیات قدیم ما) نمایندهٔ فرشته بهمن و به عنوان طلایه، وظیفه اش بیداری مردم بود. پس خروس (آن هم جنگی) را انتخاب کردند تا نمایندهٔ زیبایی و نیز مبارز بودن آنها باشد.

## مجلهٔ خروس جنگی
اعضای مؤسس انجمن هنری خروس جنگی برای ترویج افکار و عقاید هنری خود لازم دانستند که نشریه‌ای داشته باشند تا بتوانند گفتنی‌های خود را به وسیلهٔ آن منتشر کنند و بازگوی زبان حال با مردم باشد. بنابراین به انتشار مجله‌ای به نام «خروس جنگی» اقدام کردند و در آن مطالب تازه‌ای را عنوان کردند که تا آن زمان در مجلات ایران مطرح نشده بود. مجلهٔ خروس جنگی در دو دوره منتشر می‌گردد:

### خروس جنگی (دورهٔ اول)
۲۹-۱۳۲۸: در این دوره ۵ شماره از مجله زیر نظر ضیاءپور، شیروانی، غریب و شیبانی منتشر شده و در پشت جلد شماره‌های آن، این نوشته آمده بود: «زیر نظر انجمن هنری خروس جنگی. هدف ما بالا بردن سطح معرفت عمومی است.»

#### توقیف مجله
از پیش آمدهای سال ۱۳۲۸ برای مؤسسان انجمن، استیضاح وزیر کشور توسط وکیل مجلس و محاکمهٔ اداری ضیاءپور بود که در آنجا مجله خروس جنگی را از نشریات توده ایها دانسته بودند و می‌پنداشتند که کوبیسم یعنی کمونیسم. در پی این ناآگاهی، که می‌بایست کار مخالفان بوده باشد مجله، پس از انتشار ۵ شماره در همان سال، به دستور دکتر عباس اقبال وزیر فرهنگ وقت در دولت ساعد توقیف شد.

### کویر
پس از محاکمهٔ اداری ضیاءپور و آگاهی مسئولان مبنی بر عدم تبلیغ افکار توده ایها و انتشار مجلهٔ سیاسی توسط وی، مقرر شد مجلهٔ خروس جنگی که توقیف شده بود با نامی دیگر منتشر شود، بنابراین در سال ۱۳۳۰ «مجلهٔ کویر» توسط ضیاءپور، غریب و شیروانی، با همان اهداف گذشته در دو شماره تا سال ۱۳۳۱منتشر گردید و خروسانی که در زیر لوای خروس جنگی زره دار به یک صورت واحد نمودار بودند، این بار در «مجلهٔ کویر» چهره نمودند. ضیاءپور در این مجلهٔ کم تیراژ و مهم، اولین تابلو کوبیسم آبسترهٔ خود با نام «حمام عمومی» را به عنوان یک هنرمند ایرانی تصویر کرد و مقاله‌ای به نام «نقاشی» به چاپ رساند که در حقیقت توضیح واضحات «حمام عمومی» اش بود و مهمتر اینکه اولین تئوری هنر مدرن در ایران نیز همین مقاله‌است.

### پنجهٔ خروس
پس از توقیف مجلهٔ کویر در اواخر سال ۱۳۲۹، مجلهٔ «پنجه خروس» جای آن را گرفت و ضیاءپور در آن نشریه به انعکاس افکار خود پرداخت. از جمله نقاشان جوانتری که با این مجله همکاری داشتند؛ می‌توان از سهراب سپهری و بهمن محصص نام برد.

### خروس جنگی (دورهٔ دوم)
۱۳۳۰: اهمیت «خروس جنگی» در شماره‌های دورهٔ دوم آن است؛ دوره‌ای که منوچهر شیبانی و جلیل ضیاپور به خواست خود، از آن بیرون می‌روند و هوشنگ ایرانی به هیأت تحریریهٔ مجله راه می‌یابد، و ناگهان «انقلاب جیغ بنفش» در «خروس جنگی» به راه می‌افتد و مجله، درست درخورِ نامش می‌شود. در این دوره، «خروس جنگی» که زیر نظر غلامحسین غریب، حسن شیروانی و هوشنگ ایرانی منتشر می‌شود پاسخ بخشی از مخالفان با هنر توده‌ای تحت رهبری مجلاتی نظیر «کبوتر صلح» و «اندیشهٔ نو» بود؛ بخشی رادیکال، با رهبرانی چون هوشنگ ایرانی و پیروانی چون سهراب سپهری. در این دوره، قطع مجله بزرگ شده و در صفحهٔ پشت جلد آن یک بیانیه آمده بود به امضای «انجمن هنری خروس جنگی» - غریب، شیروانی و ایرانی - که ظاهراً بیشتر سطور آن منعکس‌کنندهٔ عقاید هوشنگ ایرانی و نوشتهٔ او بود. این بیانیه تحت عنوان «سلاخ بلبل» شامل ۱۳ بند بود.
مهم‌ترین اتفاق ادبی سال ۱۳۳۰، شاید انتشار مجدد «خروس جنگی» بود که در آن سال با بی‌اعتنایی کامل و دست‌بالا با طنز و تمسخر مواجه شد. هرچند شماره‌های نخست «خروس جنگی» - که تحت تأثیر سوررئالیسم اروپا تأسیس شده بود - هرج‌ومرج‌گرایانه بود، ولی بعدها تعادلی می‌یابد، و واقعیت این است که بخش مهمی از آیندهٔ شعر نوی ایران، ادامهٔ منطقی فلسفهٔ زیباشناختی هوشنگ ایرانی، شاعر جیغ بنفش «خروس جنگی» می‌شود.
«خروس جنگی» مطلقاً به هنر متعهد - حتی خودخواسته‌ترین تعهدها - اعتقادی ندارد. او همهٔ قید و بندها را فرومی‌ریزد و بر آن است که بر خرابهٔ دست‌آوردهای شعر نو موجود، شعر تازه‌ای بنیاد نهد؛ و اگر تا امروز «کلاسیک‌های جدید» از وضع راست و محافظه‌کارانه با نیما مخالفت می‌کردند، «خروس جنگی» - که رهبری جبههٔ شعرش با هوشنگ ایرانی است - از موضع شورشی و چپ با نیما دشمن است. هوشنگ ایرانی معتقد است که اگرچه نیما شعر فارسی را از بنیاد دگرگون کرد ولی خود به‌مرور به کهنگی و واپس‌ماندگی دچار شده‌است. البته شاید یکی از دلایل دشمنی هوشنگ ایرانی با نیما - جدا از خصلت هر نوآوری که مخالفت و دشمنی با پدیدهٔ تثبیت‌شده‌است -، حزبی‌کردن و مقاله‌ای‌کردن و فرمایشی‌کردن شعر نیمایی بود که توسط مجلاتی نظیر «کبوتر صلح» و «اندیشهٔ نو» (که مسئول صفحهٔ شعرش فریدون توللی بود) صورت می‌گرفت که اعتقادی به شعر نو و نیمایی نداشتند ولی در موقع لزوم با وسیله‌کردن نیما برای رسیدن به اهداف سیاسی‌شان او را «استاد نیما» می‌نامیدند. «خروس جنگی» از هر نظر نقطهٔ مقابل «کبوتر صلح» است.
ایرانی معتقد بود هنر هرگز خواست اثبات چیزی و به وجود آوردن پدیده‌ای مفید را ندارد بلکه برای لذت هنرمند آفریده می‌شود و هنرمند در همان هنگام که به آن دوستی می‌ورزد آن را به کناری می‌زند و در جستجوی تازه‌تر می‌رود تا خواهش لذت‌خواهی درون را، که هر آن در تغییر و جنبش است برآورد، و جز دریافت لذت برای خود، هدفی دیگر بر او فرمان نمی‌راند. به باور او برای هنرمند همه‌چیز تنها دست‌آویز هنر اوست و هرگز به بند اخلاق و اجتماع و سنت‌های باستانی تن درنمی‌دهد، و حتی اگر نمودهای هنریش نابخودانه مفید یا در بند اجتماع و سنت‌ها شناخته شود، بر او گناهی نیست. ایرانی زیبایی را تنها اکسیر حیات هنرمند برمی‌شمرد و آن را «آن» ی می‌داند آنی، فراگیرندهٔ همهٔ رویدادهای گذشته و برخوردار از چیزی تازه‌تر، که از درون می‌جوشد حتی اگر از بیرون دریافت می‌شود و نمودش تنها در فرمی اصیل است که بندیِ روش نیست.
در نخستین شمارهٔ دورهٔ دوم «خروس جنگی»، نمونه‌ای از اشعار مورد نظرشان چاپ می‌شود. شاعر این شعر هوشنگ ایرانی است. شعر «کبود» هوشنگ ایرانی نمونه‌ای تیپیک از نوع هنر «خروس جنگی» است که نخست با بی‌اعتنایی کامل روبه‌رو شده، و پس از چند سال غوغایی به پا کرد. «کبود» همان است که به پاس وجود ترکیب «جیغ بنفش» در مصراع هفتم آن به این نام معروف شده و پس از آن، کنایه‌ای بر همهٔ اشعار به‌ظاهر بی‌ربط می‌شود. هرچند نام «جیغ بنفش» برای همیشه با نام هوشنگ ایرانی گره خورده و بر همهٔ اشعار او باقی‌ماند، ولی او عملاً پس از سرودن چند شعر از این دست، این شیوه را رها کرد. برخورد خردکننده‌ای که آن سال تا سال‌ها بعد با او شد و تا حد فلج‌کردن ذهن او پیش رفت، مانع ادامهٔ این شیوه بود.
«خروس جنگی» بهانه‌ای برای گردآمدن هنرمندان بی‌هنر در وضعیت مخدوش ضدهنری نبود؛ دلیل این ادعا آثار اندک بعدی هوشنگ ایرانی است. او کتاب مفصلی در باب زیبایی‌شناسی و نقد هنری دارد که در همان سال‌ها چاپ شد و آرای هنری او در آن کتاب آمده است. علاوه بر این، هوشنگ ایرانی به چند زبان مسلط بود و موضوع تز دکترای او نشانگر عمق اندیشهٔ نوجوی اوست. شاید بشود این سؤال را مطرح کرد که آیا او در کارش موفق بوده است یا خیر، ولی نمی‌توان او را به جنجال‌آفرینی بی‌خردانه یا شهرت‌طلبی کاذب ژورنالیستی متهم کرد. حرکت او از درکی دیگر بود. درکی که در «خروس جنگی» تحریر می‌شد.
«جیغ بنفش» نتیجهٔ انتخاب آگاهانهٔ یک شیوهٔ هنری مدرن بود. شیوه‌ای که نظر بر «سیلان ذهن» و ناخودآگاه هنرمند داشت. اما از پیش پیدا بود «خروس جنگی» که نه پایگاهی در فرهنگ مردم دارد و نه مورد تأیید روشنفکران ایران است، دوام نخواهد آورد. «خروس جنگی» در این دوره چهار شماره منتشر شد؛ اولین شماره، اول اردی‌بهشت ۱۳۳۰ و آخرین آن، ۱۵ خرداد همان سال، و هر پانزده روز یک شماره. تنها شاعر خروس جنگی، هوشنگ ایرانی بود.

### موج
در فروردین سال ۱۳۳۱ یاران «خروس جنگی» به‌اتفاق پرویز داریوش، منوچهر شیبانی و عبدالحسین احسانی و چند تن دیگر، و با تلاش هوشنگ ایرانی، مجلهٔ «موج» را منتشر می‌کنند. «موج» نسبت به «خروس جنگی» بسیار ملایم و معتدل است. «موج» قرار بود فصلنامه باشد، ولی از آنجا که فاقد امکانات است پس از یک شماره تعطیل می‌شود. این یک شماره در ۵۰۰ نسخه چاپ شد و علاوه بر شعری از ایرانی، شامل ترجمه‌های وی از گوته، هانری میشو، بودا و تاگور نیز بود.

### آپادانا
«آپادانا» فقط دو شماره، در خرداد و تیر ۱۳۳۵، منتشر شد. گردانندگان اصلی «آپادانا» همان افراد «خروس جنگی» بودند که با فروکش‌کردن تب و تاب جامعهٔ انقلابی و پر شر و شور، خروس جنگی‌ها هم، با آن‌که میانه‌ای با انقلاب سیاسی نداشتند و تمام همّ‌شان متوجه مسائل هنری بود، سردتر شده، و ملایم‌تر به ادامهٔ کار پرداخته بودند.
«آپادانا» در واقع تلفیقی از «خروس جنگی» و «جام جم» بود. در شمارهٔ اول آن، که در اول خرداد منتشر شد، مقالهٔ «منظری از قدمت نهصدسالهٔ تجرید در عرفان ایران» از هوشنگ ایرانی در کنار آثاری از جلیل ضیاپور، سهراب سپهری، نیما یوشیج، هانری میشو، غلامحسین غریب و دیگران به چاپ رسید.
شمارهٔ دوم «آپادانا» در تیرماه ۱۳۳۵ منتشر شد و شامل مقالات «راه برهمن و شرنگ شیخ»، «آفرینش» و «پیام جنگل» از هوشنگ ایرانی در کنار آثاری از سهراب سپهری، نصرت رحمانی و دیگران بود.
در دورهٔ «آپادانا» مجموعاً سه شعر چاپ شد از سهراب سپهری، نصرت رحمانی و ابوالقاسم مسعودی که هر سه شعر منثور بود. «خروس جنگی» و «آپادانا» پیشگام شعر منثور بوده‌اند.

### هنر نو
شمارهٔ سوم و آخر «آپادانا» - در آذر ۱۳۳۵ با نام «هنر نو» منتشر شد. در این شماره شعر «چهارشنبهٔ خاکستر» تی. اس. الیوت به ترجمهٔ ایرانی در کنار آثار دیگران منتشر می‌شود. با توجه به این‌که در نیمهٔ دوم دههٔ سی، به سبب تعمیق یأس ناشی از شکست سیاسی، جوّ تیره‌ای بر زندگی روشنفکران حاکم بود، الیوت از جذاب‌ترین شاعران اروپایی برای شاعران و شعردوستان ایرانی بوده، و ترجمهٔ شعرهای او اثر انکارناپذیری بر روند شکل‌گیری شعر نو پس از کودتا داشته‌است. مقدمهٔ ایرانی بر این ترجمه، از مقالات خواندنی این مجله‌است. ایرانی در پایان مقدمهٔ مفیدش یادآوری می‌کند که: «در ترجمهٔ این اثر کوشیده شده‌است که نظم درونی کلمات و نقشه‌های ذهنی نگهداری شود.»

## مخالفان
سه گروه به طور مشخص از دشمنان و مخالفان انجمن محسوب می‌شدند:
1. هنرمندان با گرایش سوسیالیستی و بخصوص هنرمندان وابسته به حزب توده که با باور به رئالیسم سوسیالیستی معقتد بودند که نقاشی باید برای همه قابل درک باشد که حتی پرتقال فروش هم آن را بفهمد.
2. نگارگران، که به طور کلی با هنر نو مخالفت می‌کردند.
3. رئالیست‌ها، که تحت حمایت اشراف بودند و می‌گفتند باید کارهای رئالیستی کشید.[۵]

## مکان
محل انجمن، آتلیهٔ ضیاءپور، واقع در خیابان تخت جمشید سابق، در بخش غربی دیوار کاخ شرکت نفت بود که در آن هر بعدازظهر جمعه در یکی از زمینه‌های هنری سخنرانی انجام می‌شد و در پایان جلسه حاضران به پرسش و پاسخ می‌پرداختند. نمایشگاهی در این محل برگزار نمی‌شد و فقط اختصاص به سخنرانی داشت.